# 14403 de Machault
14403 de Machault eller 1991 GM8 är en asteroid i huvudbältet som upptäcktes den 8 april 1991 av den belgiske astronomen Eric W. Elst vid La Silla-observatoriet. Den är uppkallad efter den franske poeten Guillaume de Machaut.
Asteroiden har en diameter på ungefär 8 kilometer.